# Pedro Bádenas de la Peña
Pedro Bádenas de la Peña (Madrid, 1947) és un filòleg i traductor espanyol, investigador del CSIC, especialitzat en la literatura clàssica, de l'Imperi Romà d'Orient i del grec modern. El 1994 fou guardonat amb el Premi Nacional a la Millor Traducció per Barlaam y Josafat. Ha traduït també la poesia completa de Iorgos Seferis i Konstandinos Kavafis, les faules d'Esop, el Prometeu encadenat d'Èsquil, els Epinicis de Píndar, el Cant heroic i fúnebre pel subtinent caigut a Albània d'Elitis, l'Himne i plany per Xipre de Iannis Ritsos i diverses obres de divulgació sobre l'Imperi Romà d'Orient.
El 1984 dirigí la revista Erytheia, publicada per l'Associació Cultural Hispano-Hel·lènica, de la qual és soci fundador.

## Normatives de transcripció al castellà
És autor de l'article La transcripción del griego moderno al español, en el qual proposa una norma per a les transcripcions del grec modern al castellà, que és acceptada generalment pels especialistes; és un correlat de la proposta similar de Manuel Fernández Galiano per a la transcripció dels noms propis del grec antic. És coautor, juntament amb Ricardo Olmos, d'una proposta d'estandardització del nom dels vasos ceràmics grecs.